# Егей
Еге́й (дав.-гр. Αἰγεύς) — в афінському міфологічному циклі легендарний володар міста, син Пандіона й Пілії, дочки мегарського царя Пілада, онук Кекропа, батько Тесея.

## Етимологія
За поширеною етимологією ім'я Егея виводять з дав.-гр. αἴξ — «козел», проте не менш правдоподібною є версія, що пов'язує його з дав.-гр. αἶγες — «хвилі» та іменем морського божества Егеона, якого вшановували іонійці. Можливо також, що легенди про Егея є лише переосмисленням міфів, героєм яких спочатку був Егеон.

## Міф про Егея
Згідно з класичною афінською версією міфу, Егей був народжений, коли його батько був змушений жити у вигнанні. Лише після смерті Пандіона він повернувся до Афін і відібрав в своїх родичів владу, що колись належала батькові. Не маючи дітей від жодної з двох дружин, Егей вирушив до піфії дізнатися, чи судилося йому бути батьком. Загадкові слова пророцтва зрозумів мудрий володар Тройзену Піттей, що напоїв Егея й поклав у ліжко до своєї дочки Етри, до якої тієї ночі приходив і Посейдон. Етра народила Тесея, що виявився, таким чином, одночасно сином Егея та бога.
З часом, коли небожі відібрали у Егея трон, Тесей повернув його батькові. Коли Тесей вирушав на Крит, щоб убити Мінотавра, то домовився з батьком, що подолавши потвору, він замінить чорні вітрила, під якими плив корабель, білими, але в поспіху забув це зробити. Егей, побачивши чорні вітрила, подумав, що син загинув, і в розпачі кинувся в море, яке після цього нібито стало зватись Егейським.
Водночас, версія про перейменування найголовнішого моря Еллади на честь афінського володаря викликає сумніви. За мікенської доби Афіни вважали містом суходільним і на морську могутність вони не зазіхали щонайменше ще кілька століть. Можливо, спочатку йшлося по морського бога Егеона, який з часом «перетворився» на афінського царя Егея.